# Chiloclista bicolor
Chiloclista bicolor är en tvåvingeart som beskrevs av Townsend 1931. Chiloclista bicolor ingår i släktet Chiloclista och familjen parasitflugor. Inga underarter finns listade i Catalogue of Life.